# Emilio Artal Fos
Emili Artal Fos (1895 – 1969) fou un arquitecte valencià que treballà a la primera meitat del segle xx. Es titula a l'Escola d'Arquitectura de Barcelona el 1922 i té com a companys de curs a Vicente Valls, Salvador Donderis, Lorenzo Criado o Joaquín Rieta.
Posteriorment formarà part de la comissió encarregada de redactar els estatuts de l'acabat de nàixer Col·legi d'Arquitectes de la Zona de València, el 1930. Per tant, s'incorpora a la generació de "trànsit" entre l'academicisme i una modenitat moderada, demostrat en la seua evolució des de les Escoles Carrasquer de Sueca de l'any 1927 o la seua participació en el concurs de l'Ateneu Mercantil dins del grup format per Xavier Goerlich, José Luis Testor, Cayetano Borso, ell mateix, José Pedrós i Antoni Burguera amb tres solucions neobarroques i eclèctiques amb una disposició retòrica i complexa. Les seues primeres obres es relacionen amb el casticisme dominant al panorama arquitectònic de la ciutat, de la mateixa manera que passa amb els arquitectes de la mateixa generació.
A Artal Fos se'l considera un home tenaç, dotat amb una gran voluntat de servei i atent als problemes higienistes i tècnics com també als de l'urbanisme. Així es demostra a la seua proposta "El urbanismo en las agrupaciones de carácter rural", presentada al IX Congrés Nacional d'Arquitectes, celebrat a Madrid l'any 1926, presentada com a ponent de l'Associació d'Arquitectes de València. En aquest escrit planteja, en termes genèrics, la necessitat d'intervenció de l'arquitecte al camp (portant "fins on puga l'ensenyament de l'urbanisme modern"), emparat per la creació d'un cos d'arquitectes de districte al servei dels municipis. Junt amb els seus companys, també coneix les experiències modernes que simultàniament es realitzen a centreuropa i França.
La seua producció se centra en l'ordenació i construcció de grups residencials, on insisteix en qúestions d'agrupació, salubritat i normalització de la construcció. Artal Fos poarticipa activament en la realització dels grups de cases Barates i Econòmiques coms els de l'Emancipació (1928) i la Dependència Mercantil (1928). Aquest darrer grup se situa a l'avinguda Tres Forques, segueix el model anglés de ciutat jardí, i el constitueix seixanta parcel·les molt senzilles, ocupades cadascuna d'elles per quatre habitatges apariats de dues plantes, amb coberta de teula plana i paraments estucats, així i tot encara li queden residus de casticisme.
Des dels seus inicis s'associà professionalment amb José Luis Testor, aleshores arquitecte municipal de València. Amb ell, hi col·labora també Àngel Romaní, realitzà entre el 1933 i el 1935 el Grup Residencial Agents Comercials, Secció A, situat a la Gran Via Germanies, carrer Castelló i General San Martín. Aquest edifici de gran rellevància, està format per 228 habitatges en una gran illa de cases urbana, pautada per l'ordre gegant de maó vist i una composició acadèmica de tres cossos, però resolta de manera sòbria i amb uns grans buits que giren les cantonades. Els habitatges responen a les convencions protoracionalistes ja establertes.
Altres obres seues destacables serien, l'edifici al carrer Convent de Santa Clara, 8 de 1932, amb unes cites entre iròniques i heterodoxes, com són el desmesurat arc de maó, el frontó clàssic de l'entrada sobre la finestra de l'entresol o els dos volums emergents de vidre a les darrers plantes a manera de mirador de pavés.
L'edifici Micó de la Gran Via Germanies, 3 (1935), està resolt a la manera dels seus coetanis, amb uns llenços més modestos i sobris, amb eventuals aportacions art déco als plafons de l'entresol. En aquests anys també dirigirà les obres de l'Ateneu Mercantil (amb el projecte premiat de Juan de Zavala, José María Rivas i Fernando Arzadún), col·laborant amb Cayetano Borso.
Quan s'inicia la guerra es trasllada a Buenos Aires, allí coneix a Antonio Bonet i practicarà un racionalisme més bel·ligerant i conscient. Tornarà el 1947 i dirigeix am J.L. Testor la Finca Ferca per Agents Comercials, a la Gran Via Ferran el Catòlic, de 1949 i molt més conservadora que el grup anterior. Realitza també el Saló de Café i Teatre de l'Ateneu amb col·laboració del pintor Manolo Gil.
la seua postura més compromesa tindrà com a conseqüència l'escassetat de treball, però per contra la realització d'un dels grups més interessants dels anys cinquanta, els habitatges per Agents Comercials, al carrer Ramón y Cajal amb Conca, que entronca definitivament amb la modernitat i on col·labora el seu fill Santiago Artal, autor del Grup Santa Maria Micaela, que és potser el complex residencial més notable a València durant la segona meitat de segle.

## Obres
- Grup Residencial Agents Comercials, Secció A València, (1933-1935).
- Grup Residencial Agents Comercials València, (1957-1959).